# Estrella d'Itàlia
L'Estrella d'Itàlia (anglès: Italy Star) va ser una medalla de campanya, instituïda pel Regne Unit el maig de 1945 per atorgar-se a les forces de la Gran Bretanya i la Commonwealth, atorgada pel servei a la Segona Guerra Mundial.

## Les estrelles de la Segona Guerra Mundial
El 8 de juliol de 1943, l'Estrella de 1939–43 (més tard anomenada Estrella de 1939–1945) i l'Estrella d'Àfrica es van convertir en les dues primeres estrelles de campanya instituïdes pel Regne Unit, i el maig de 1945 s'havien establert un total de vuit estrelles i nou fermalls per premiar el servei de campanya durant la Segona Guerra Mundial. Una estrella més de campanya, l'Estrella de l'Àrtida, i un fermall més, el Fermall del Comandament de Bombarders, es van afegir posteriorment, el 26 de febrer de 2013, més de seixanta-set anys després del final de la guerra.
Incloent l'Estrella de l'Àrctic i el fermall del Comandament de Bombaders, ningú no podria rebre més de sis estrelles de campanya, amb cinc dels deu fermalls que denoten el servei que s'hauria qualificat per a una segona estrella. Només es podia portar un fermall a qualsevol estrella de campanya. El màxim de sis estrelles possibles són les següents:
- L'Estrella 1939–1945 amb, quan s'atorga, o bé el fermall de la batalla d'Anglaterra o el del Comandament dels Bombers.[6]
- Només una de l'Estrella de l'Atlàntic, l'Estrella de les Tripulacions Aèries d'Europa i l'Estrella de França i Alemanya. Els que guanyen més d'una només reben la primera per a la que van ser qualificats, i la segona es denota amb el fermall de cinta corresponent.[7][8][9]
- L'Estrella de l'Àrtida[5][10]
- L'Estrella d'Àfrica amb, si correspon, el fermall guanyat en primer lloc per al Nord d'Àfrica 1942–43, 8è Exèrcit o 1r Exèrcit.[11]
- O l'Estrella del Pacífic o l'Estrella de Birmània. Els que guanyaven ambdós van rebre la primera per a la que es van qualificar, amb el fermall adequat per representar la segona.[12][13]
- L'Estrella d'Itàlia.[2] No es va concedir cap fermall amb l'Estrella d'Itàlia.[3]

Tots els destinataris de les estrelles de campanya també van rebre la Medalla de Guerra.

## Institució
Després de la seva victòria al nord d'Àfrica, els Aliats van utilitzar les seves posicions a Tunísia i Malta per envair Sicília, una campanya que va durar del 10 de juliol al 17 d'agost de 1943. Després d'aquesta ràpida victòria, els aliats van entrar a Itàlia el 3 de setembre de 1943, també envaint la Grècia ocupada pels italians, Iugoslàvia, Còrsega i Sardenya. La campanya a Itàlia va continuar fins al final de la guerra a Europa el 8 de maig de 1945.
L'Estrella d'Itàlia va ser instituïda pel Regne Unit el maig de 1945 per atorgar-la a aquells que havien servit en operacions durant la Campanya d'Itàlia, des de la captura de Pantelleria l'11 de juny de 1943 fins al final de les hostilitats actives a Europa el 8 de maig de 1945.

## Criteris de concessió

### Servei a mar
- Les zones marines qualificades per a l'atorgament de l'Estrella d'Itàlia van ser el Comandament del Mediterrani, l'Egeu i les aigües albaneses i cretenques entre l'11 de juny de 1943 i el 8 de maig de 1945 inclosos. L'entrada en servei operatiu en una zona operativa del Mediterrani o en operacions navals durant la invasió del sud de França comptava, amb la condició que s'hagués complert el requisit de sis mesos de servei per a l'atorgament de l'Estrella 1939-1945.[2][15]
- Entrada casual a les zones marítimes qualificades que no estava directament relacionada amb operacions reals, servei en vaixells de la Marina Mercant desembarcant tropes o subministraments a ports del nord d'Àfrica, Palestina, Síria i Xipre, o servei en vaixells a ports d'Espanya, les Illes Balears. i Turquia a l'est de 30° Est, no es consideraven un servei qualificat per a l'Estrella d'Italià.[2]
- L'atorgament d'una medalla per valentia o d'una menció als despatxos per a l'acció mentre servia en una àrea de qualificació, qualificava el destinatari per a l'atorgament de l'Estrella d'Itàlia, independentment de la durada del servei. El personal del qual el període de servei requerit va ser finalitzat prematurament per mort, discapacitat o ferides a causa del servei també rebien l'Estrella, independentment de la durada del servei.[2]
- S'aplicaren determinades condicions especials que regulen l'adjudicació al personal naval que va entrar en servei operatiu menys de sis mesos abans del final de la Guerra. Aquells que van entrar al servei operatiu a l'àrea de qualificació el 10 de novembre de 1944 o després van rebre l'Estrella d'Itàlia, però, en aquests casos, l'Estrella 1939-1945 no es podia atorgar per un servei de menys de 180 dies.[2][15]

### Servei a terra
No es requeria cap qualificació prèvia per al servei a terra, amb el servei qualificat per part del personal de la tripulació no aèria de l'Exèrcit, del personal naval a terra i de la Royal Air Force que entrés a una àrea operativa com a part de l'establiment a les àrees següents, totes les dates incloses:
- Egeu: de l'11 de juny de 1943 al 8 de maig de 1945.
- Còrsega: de l'11 de juny al 4 d'octubre de 1943.
- Dodecanès: de l'11 de juny de 1943 al 8 de maig de 1945.
- Grècia: de l'11 de juny de 1943 al 8 de maig de 1945.
- Itàlia (inclosa l'Elba): de l'11 de juny de 1943 al 8 de maig de 1945.
- Pantelleria: l'11 de juny de 1943.
- Sardenya: de l'11 de juny al 19 de setembre de 1943.
- Sicília: de l'11 de juny al 17 d'agost de 1943.
- Iugoslàvia: de l'11 de juny de 1943 al 8 de maig de 1945.

El personal de l'exèrcit que va entrar al territori austríac durant les etapes de tancament de les hostilitats a Europa era elegible per a l'Estrella d'Itàlia, i no per a l'Estrella de França i Alemanya.

### Servei aerotransportat
Les tripulacions aèries que van volar en operacions contra l'enemic al teatre mediterrani, o sobre Europa des de bases a l'àrea mediterrània, no necessitaven cap qualificació prèvia en temps i qualificada per una sortida operativa. No obstant això, l'Estrella d'Itàlia no es podia atorgar a les tripulacions aèries amb seu a un altre lloc que no fos a la zona mediterrània. La qualificació del personal de vol desplaçat o emprat en tasques de transport aeri o transbordador era d'almenys tres aterratges en qualsevol de les àrees qualificades durant les dates estipulades. També eren elegibles les tropes aerotransportades de l'exèrcit que van participar en operacions aerotransportades en una zona de l'exèrcit qualificada.
Els vols a Europa des de bases a la zona mediterrània durant el període de l'11 de juliol de 1943 al 8 de maig de 1945 qualificaven per a l'Estrella d'Itàlia, no per a l'Estrella de França i Alemanya.

## Descripció
El conjunt de les nou estrelles de campanya va ser dissenyat pels gravadors de la Royal Mint. Totes les estrelles tenen un anell que passa per un trau format per sobre del punt més alt de l'estrella. Són estrelles de sis puntes, fetes amb un aliatge de zinc de coure groc per encaixar en un cercle de 44 mil·límetres de diàmetre, amb una amplada màxima de 38 mil·límetres i 50 mil·límetres d'alçada des del punt inferior de l'estrella fins a la part superior de l'ull.
Anvers
L'anvers té un disseny central del monograma reial "GRI VI", coronat per una corona. Un cercle, la part superior del qual està coberta per la corona, envolta la xifra i té la inscripció "THE ITALY STAR".
Revés
El revés és pla.
Nom

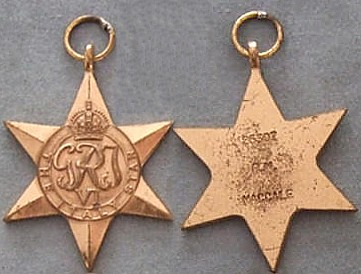
Estrella d'Itàlia atorgada a un sud-africà, 25307 RW Maccale

El Comitè d'Honors britànic va decidir que les medalles de campanya de la Segona Guerra Mundial concedides a les forces britàniques serien emeses sense nom una política aplicada per tots els països de la Commonwealth britànica menys tres. Els detalls del destinatari van quedar impressionats al revers de les estrelles concedides a indis, sud-africans i, després d'una campanya liderada per organitzacions veteranes, als australians. En el cas dels indis, la denominació consistia en el número de la força, el rang, les inicials, el cognom i l'arma o el cos de servei del destinatari, i per als sud-africans i australians, el número de la força, les inicials i el cognom, en majúscules.
Cinta
La cinta fa 32 mil·límetres d'amplada, amb una banda vermella de 7 mil·límetres d'amplada i una banda blanca de 6 mil·límetres d'amplada, repetides en ordre invers i separades per una banda verda de 6 mil·límetres d'amplada. Els colors són els de la bandera d'Itàlia.
Les cintes d'aquesta medalla i la Medalla de la Defensa, així com les de les altres estrelles de la campanya de la Segona Guerra Mundial, amb l'excepció de l'Estrella de l'Àrtida, van ser ideades pel rei Jordi VI.

## Ordre de precedència

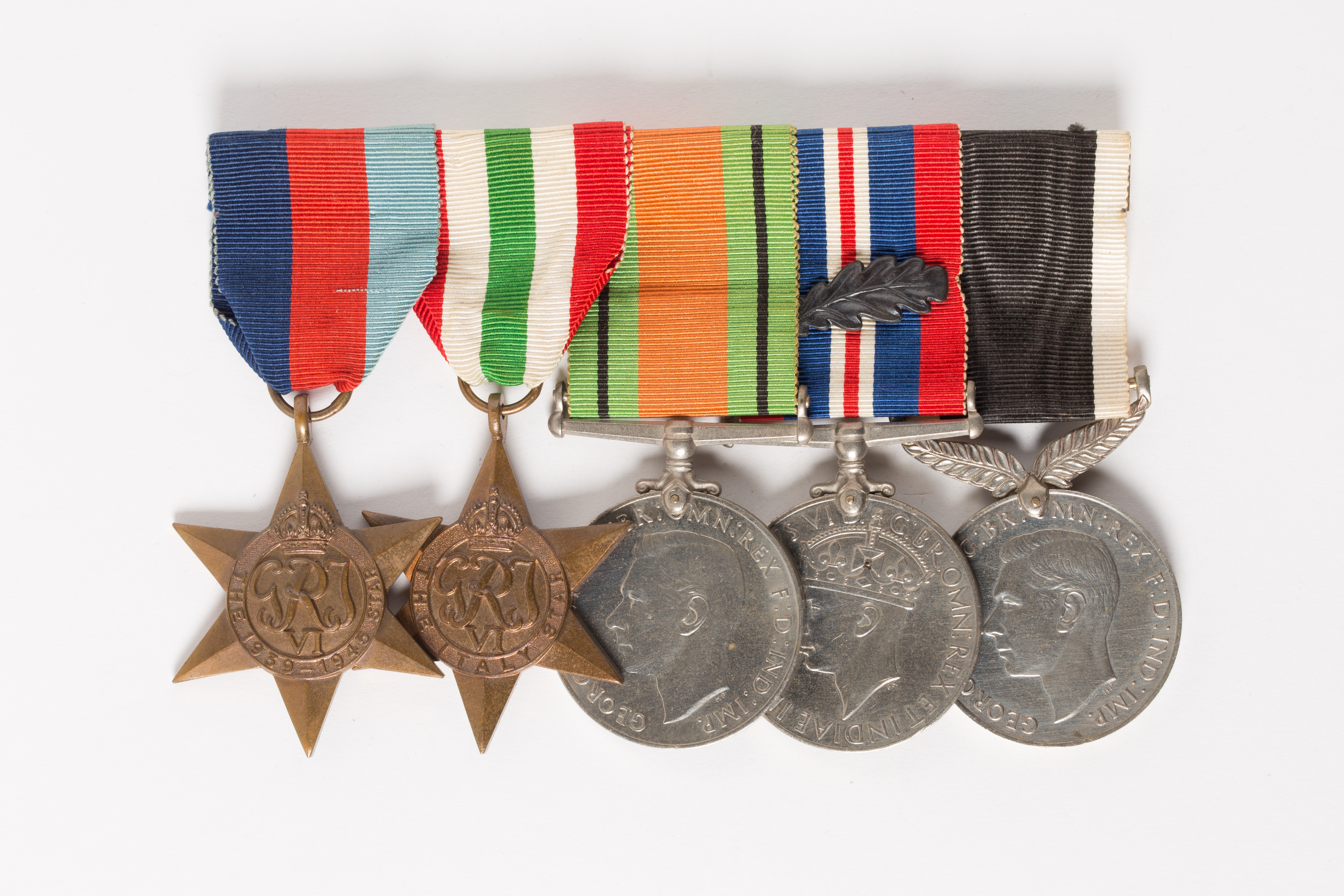

L'ordre de precedència de les estrelles de la campanya de la Segona Guerra Mundial estava determinat per les dates d'inici de la campanya respectives i per la durada de la campanya. Aquesta és l'ordre que s'utilitza, fins i tot quan un destinatari qualificat per a ells en un ordre diferent. La Medalla de la Defensa i la Medalla de la Guerra es porten després de les estrelles. La Medalla del servei voluntari canadenc es porta després de la Medalla de la Defensa i abans de la Medalla de Guerra, amb altres medalles de guerra de la Commonwealth que s'utilitzen després de la medalla de guerra.
- L'Estrella de 1939-45, del 3 de setembre de 1939 al 2 de setembre de 1945, tota la durada de la Segona Guerra Mundial[6]
- L'Estrella de l'Atlàntic, del 3 de setembre de 1939 al 8 de maig de 1945, la durada de la batalla de l'Atlàntic i la Guerra d'Europa.[7]
- L'Estrella de l'Àrctic, del 3 de setembre de 1939 al 8 de maig de 1945, la durada dels combois àrtics i la guerra a Europa.[10]
- L'Estrella de les Tripulacions Aèries d'Europa, del 3 de setembre de 1939 al 5 de juny de 1944, període fins al dia D menys un.[8]
- L'Estrella d'Àfrica, del 10 de juny de 1940 al 12 de maig de 1943, durada de la campanya nord-africana.[11]
- L'Estrella del Pacífic, del 8 de desembre de 1941 al 2 de setembre de 1945, la durada de la guerra del Pacífic.[12]
- L'Estrella de Birmània, de l'11 de desembre de 1941 al 2 de setembre de 1945, la durada de la campanya de Birmània.[13]
- L'Estrella d'Itàlia, de l'11 de juny de 1943 al 8 de maig de 1945, la durada de la campanya italiana.[2]
- L'Estrella de França i Alemanya, del 6 de juny de 1944 al 8 de maig de 1945, durada de la campanya del nord-oest d'Europa.[9]
- La Medalla de la Defensa, del 3 de setembre de 1939 al 8 de maig de 1945 (2 de setembre de 1945 per a aquells que serviren a l'Extrem Orient i al Pacífic)[25] la durada de la Segona Guerra Mundial.[26]
- La Medalla de Guerra, del 3 de setembre de 1939 al 2 de setembre de 1945, tota la durada de la Segona Guerra Mundial.[27]

Per tant, l'estrella d'Itàlia es porta com es mostra:
| Orde de precedència | Orde de precedència | Orde de precedència  | Orde de precedència | Orde de precedència   | Orde de precedència |
| ------------------- | ------------------- | -------------------- | ------------------- | --------------------- | ------------------- |
| Estrella de 1939-45 | Estrella d'Àfrica   | Estrella de Birmània | Estrella d'Itàlia   | Medalla de la Defensa | Medalla de Guerra   |

- Precedida per l'Estrella de 1939-45.
- Precedida per l'Estrella d'Àfrica.
- Precedida per l'Estrella de Birmània.
- Seguida per la Medalla de la Defensa.
- Seguida per la War Medal.